# Steven Mnuchin
Steven Mnuchin (ur. 21 grudnia 1962 w Nowym Jorku) – amerykański bankier Goldman Sachs, producent filmowy, od 2017 do 2021 sekretarz skarbu Stanów Zjednoczonych w gabinecie Donalda Trumpa.

## Życiorys
Pochodzi z rodziny żydowskiej. Jego ojciec Robert był bankierem i partnerem w firmie Goldman Sachs. Po ukończeniu studiów na Uniwersytecie Yale pracował przez 17 lat jako bankier firmy Goldman Sachs. Był współpracownikiem George’a Sorosa. Jest założycielem funduszu hedgingowego o nazwie Dune Capital Management. 30 listopada 2016 został mianowany na sekretarza skarbu w gabinecie Donalda Trumpa.
13 lutego 2017 Senat Stanów Zjednoczonych stosunkiem głosów 53:47 zatwierdził Stevena Mnuchina na stanowisku sekretarza skarbu.

## Życie prywatne
Jest dwukrotnie rozwiedziony. Ma troje dzieci z drugiego małżeństwa. 24 czerwca 2017 poślubił aktorkę Louise Linton.

## Odznaczenia
- National Security Medal (2020)[6]